# Zlatna lopta (Agatha Christie)
Zlatna lopta i druge priče (izdan 1971.) je zbirka od 15 kratkih priča Agathe Christie.
Priče:
- Listerdaleova tajna
- Djevojka u vlaku
- Zrela dob Edwarda Robinsona
- Jene u potrazi za poslom
- Plodna nedjelja
- Zlatna lopta
- Radžin smaragd
- Labuđi pjev
- Gonič smrti
- Cigan
- Svjetiljka
- Čudni slučaj Sir Andrewa Carmichaela
- Zov krila
- Cvijet magnolije
- Pas na prvom mjestu